# Харькова-Жукова, Фаина Ивановна
Фаина Ивановна Харькова-Жукова (24 сентября 1927, Тверь, Тверская губерния, СССР — 10 декабря 2002, Камышин, Волгоградская область, Россия) — бригадир съёмщиц пряжи Камышинского хлопчатобумажного комбината Министерства лёгкой промышленности РСФСР (Волгоградская область), Герой Социалистического Труда (1971).

## Биография
Родилась 24 сентября 1927 года в городе Тверь Тверской губернии (ныне — Тверской области). По национальности русская.
В 1943 году окончила семь классов и трудоустроилась на фабрику «Вперёд» посёлка Подчинный. В 1958 году переехала в Камышин Сталинградской (с ноября 1961 года — Волгоградской) области, трудоустроившись на только что открытый хлопчатобумажный комбинат. 28 октября 1960 удостоена звания «Ударник коммунистического труда». Стала главой бригады съёмщиц пряжи. За высокие трудовые достижения по итогам семилетки (1959—1965) награждена орденом Трудового Красного Знамени.
Её бригада в 1967 году была удостоена звания «Коллектив имени 50-летия Советской власти». Инициатор соцсоревнования (поддержанного тысячами текстильщиков) за выполнение плана восьмой пятилетки (1966—1970) за 4 года и 4 месяца, к 22 апреля 1970 года — 100-летию со дня рождения В. И. Ленина. В итоге, вместо планируемых 13 тонн пряжи инициаторы соревнования под её руководством дополнительно выработали около 34 тонн высококачественной пряжи.
Указом Президиума Верховного Совета СССР от 5 апреля 1971 года «за выдающиеся успехи в досрочном выполнении заданий пятилетнего плана и большой творческий вклад в развитие производства тканей, трикотажа, обуви, швейных изделий и другой продукции лёгкой промышленности» удостоена звания Героя Социалистического Труда с вручением ордена Ленина и золотой медали «Серп и Молот».
Планы девятой пятилетки (1971—1975) были выполнены её бригадой за 3 года и 12 дней, всего бригада выдала 700 тонн пряжи сверх плана.
Делегат XXV съезда КПСС (1976).
Трудилась на комбинате до выхода на пенсию. Проживала в Камышине, где скончалась 10 декабря 2002 года.
Награждена орденами Ленина (05.04.1971), Трудового Красного Знамени (09.06.1966), медалями.